# Clara Oswald
Clara Oswald è un personaggio della serie televisiva britannica Doctor Who, interpretata da Jenna-Louise Coleman e doppiata da Domitilla D'Amico.
Fa la sua prima apparizione all'inizio della settima stagione e diventa compagna di viaggio del Dottore a partire dalla seconda metà della stessa fino alla nona stagione.
Il personaggio viene introdotto tre volte con nomi iniziali differenti: la prima volta solo come Oswin Oswald, la seconda come Clara Oswin Oswald e la terza come Clara Oswald, ossia "la Ragazza Impossibile". Le prime due muoiono nello stesso episodio in cui fanno la loro prima comparsa, mentre è la terza a diventare la nuova compagna femminile del Dottore. Malgrado una prima apparizione del personaggio come Oswin Oswald nel primo episodio della settima stagione, Coleman ha preso il posto di Karen Gillan come personaggio femminile principale solo nello speciale di Natale I pupazzi di neve nei panni della governante vittoriana Clara Oswin Oswald. La Clara del XXI secolo viene introdotta nel finale dello stesso episodio speciale, ma diviene la nuova compagna solo a partire dal successivo episodio Le campane di St. John e il mistero della sua identità viene svelato solo nel finale di stagione.

## Biografia del personaggio

### Antefatti
Clara nasce alla fine degli anni ottanta in Inghilterra da Dave ed Ellie Oswald. I suoi genitori si conoscono casualmente, nel momento in cui il padre, sul punto di essere investito da un'auto, poiché distratto da una foglia in volo, è salvato proprio dalla madre: Clara custodisce in seguito questa foglia, dal grande valore affettivo dal suo punto di vista, in un libro, anch'esso molto importante per lei, che da sempre costituisce il veicolo per viaggiare per il mondo con l'immaginazione, dal momento che è impossibilitata a farlo realmente. Il suo soprannome “La ragazza impossibile” le viene dato dal Dottore dopo averla vista morire e rinascere due volte (I pupazzi di neve e Il manicomio dei Dalek).

### Settima stagione
(L'addio di Oswin al Dottore)
Dopo aver incontrato il Dottore durante l'infanzia, ignorando tuttavia l'identità di questo personaggio, Clara si mette nuovamente in contatto con lui: così, dopo essersi ufficialmente conosciuti, la ragazza parte a bordo del TARDIS alla volta di diverse avventure in epoche diverse.
Successivamente, presasi una pausa da queste, viene contattata da Madame Vastra in una conferenza onirica, assistendo al rapimento di questa e di altri partecipanti alla riunione per mano dei Sussurratori. Raccontato l'accaduto al Signore del tempo, Clara parte con lui verso Trenzalore, dove egli è sepolto, e, giunti nella sua tomba dove si trova la sua linea temporale; la Grande Intelligenza cerca di vendicarsi del Dottore attraversando la sua linea per trasformare ogni sua vittoria in una sconfitta, ma Clara rischia la propria vita per salvarlo, gettandosi nella sua stessa linea temporale salvandolo ogni volta e frammentandosi in diverse parti della vita del Dottore, portando alla creazione di numerose eco della Clara originale. La Clara originale rischia di rimanere intrappolata nella linea temporale, ma il Dottore la porta fuori di lì mettendola in salvo; Clara vede però una delle rigenerazioni passate del Dottore (il Dottore Guerriero): l'Undicesimo Dottore le spiega che quella rigenerazione è stata rinnegata e disconosciuta per aver commesso qualcosa di terribile.

### Episodi speciali 2013
Nell'episodio speciale per il cinquantenario della serie, Il giorno del Dottore, si scopre che Clara è diventata insegnante di inglese presso la Coal Hill School, frequentata cinquant'anni prima da Susan Foreman, la nipote del Dottore stesso. Sempre nello stesso episodio la ragazza vive un'avventura insieme all'Undicesimo e al Decimo Dottore, ma soprattutto con la rigenerazione rinnegata, scoprendo che essa è stata disconosciuta per aver spazzato via Gallifrey durante l'Ultima Grande Guerra del Tempo; sarà proprio Clara a impedire tale azione convincendo i tre Dottori a riscrivere la storia salvando Gallifrey, intrappolandolo in un universo tasca. I tre Dottori si separano e la rigenerazione rinnegata saluta Clara dicendole che "non vede l'ora di conoscerla".
Nello speciale natalizio Il tempo del Dottore, Clara e il Dottore giungono a Trenzalore, il luogo in cui il Dottore è destinato a morire, lì il Signore del Tempo è costretto ad affrontare molti nemici come i Dalek. Intanto, attraverso una crepa temporale, i Signori del Tempo spronano il Dottore a pronunciare il suo nome, per far sì che loro (e Gallifrey), si liberino dalla loro prigionia, ma il Dottore non può farlo per paura che, se loro tornassero, la Guerra del Tempo ricominci. Il Dottore è prossimo alla morte dato che non ha più a disposizione altre rigenerazioni. I Dalek si apprestano all'attacco, ma Clara comunica con i Signori del Tempo attraverso la crepa e li supplica di aiutare il Dottore; loro acconsentono alla richiesta e donano al Dottore un nuovo ciclo completo di 12 rigenerazioni. Con l'energia rigeneratrice il Signore del Tempo sconfigge i Dalek. Clara entra nel TARDIS e vede il Dottore mentre si rigenera. In lacrime lo supplica di non trasformarsi perché lei non vuole che il suo amico cambi, ma il processo è irreversibile e dunque sotto gli occhi della ragazza il Signore del Tempo si rigenera nel Dodicesimo Dottore (Tredicesimo contando il Dottore Guerriero).

### Ottava stagione

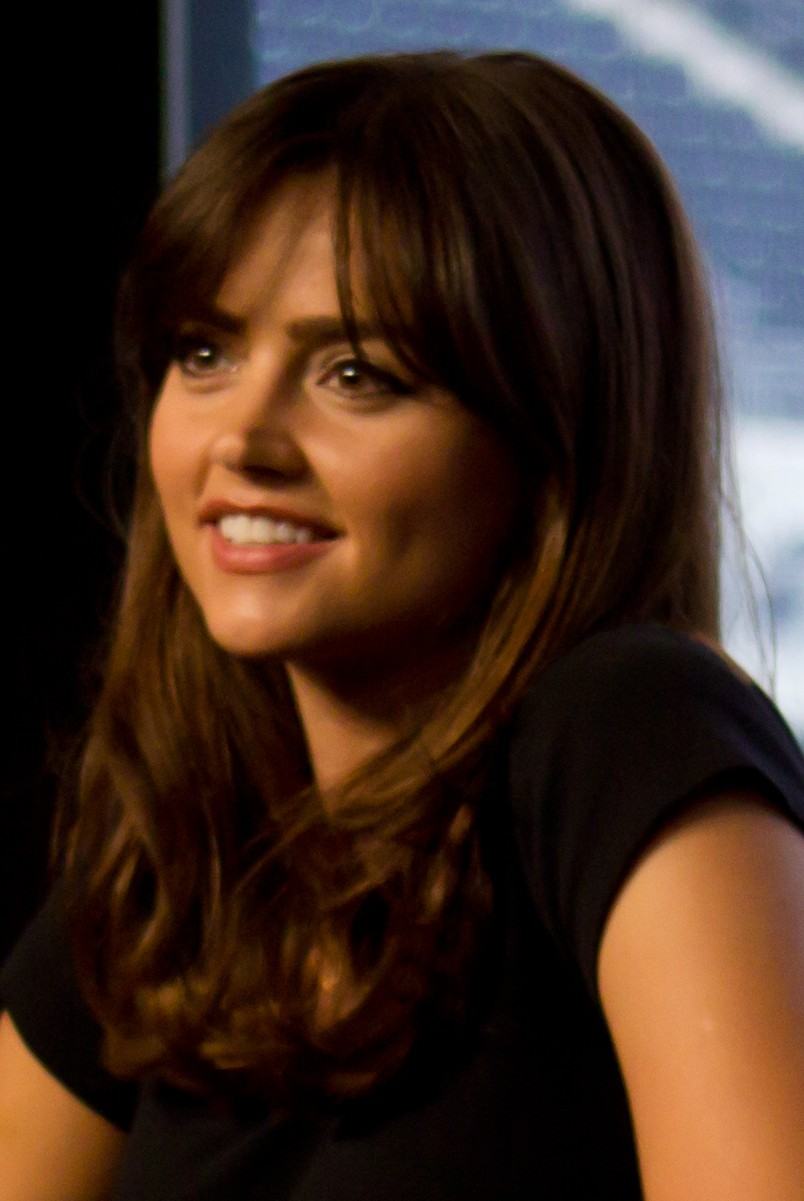
Jenna-Louise Coleman

Clara continua a viaggiare con il Dottore, in maniera saltuaria, cercando di conciliare le avventure con il Signore del Tempo con la sua vita privata e professionale. Durante le loro avventure, i due vengono spesso spiati da un misterioso personaggio, una donna di nome Missy, la quale vive in una sorta di Paradiso chiamato Terra Promessa, un luogo dove le persone giungono dopo la loro dipartita. La ragazza inizia a frequentare un suo collega di lavoro, Danny Pink, un ex-soldato col quale inizia una relazione, arrivando a innamorarsene. In questa stagione viene messo in evidenza il cambiamento che si è venuto a creare nel legame tra Clara e il Dottore, e delle difficoltà che la ragazza ha nel relazionarsi con lui dopo la rigenerazione e il suo conseguente cambiamento, tanto che finiscono col litigare in diverse occasioni e la giovane londinese decide infine di dirgli addio. In seguito però cambia idea, capendo quanto sia forte il legame affettivo che la lega a lui, e quindi decidono di tornare a viaggiare insieme. Quando Danny muore investito da un'auto, Clara ricatta il Dottore costringendolo ad aiutarlo, fallendo; nonostante l'abbia tradito, il Dottore la perdona e i due partono alla volta della Terra Promessa, dove l'anima di Danny è giunta, scoprendo che il luogo non è altro che un'illusione creata dalla tecnologia di Gallifrey e manovrata da Missy, la nuova incarnazione del Maestro, l'antica nemesi del Dottore. Missy vuole riconvertire le anime delle persone morte in Cyberman, con i quali conquistare la Terra. Anche Danny diventa un Cyberman, ma la sua umanità riesce a prevalere, anche grazie all'aiuto di Clara. Quest'ultima, insieme al Dottore e a Danny, cerca di fermare Missy e alla fine Danny usa il braccialetto di questa per prendere il controllo dei Cyberman, facendoli esplodere per disperdere le nuvole di Cyberpolline che avvolgevano la Terra. Purtroppo anche lui è costretto ad andarsene, dicendo addio a Clara. Infine Missy viene disintegrata sotto gli occhi di Clara e del Dottore da un misterioso Cyberman, che poi si scoprirà essere il defunto Brigadiere Lethbridge-Stewart (ex-compagno di viaggio di numerose rigenerazioni del Dottore). Con il braccialetto di Missy, Danny potrebbe tornare in vita come umano, ma usa l'energia del congegno, che ha abbastanza potenza per un solo viaggio, per far risorgere un bambino che lui accidentalmente uccise quando era sotto le armi. Dopo questi tragici eventi, Clara, pur volendo bene al Dottore, decide di non viaggiare più con lui: i due quindi si incontrano in un bar e si dicono addio, il primo mentendo sull'aver trovato Gallifrey grazie alle coordinate (false) fornitegli da Missy, la seconda mentendo sulla resurrezione di Danny.
I due si riuniscono in L'ultimo Natale, dove, in un'esperienza di sogno condiviso, si riappacificano, confessando entrambi di aver mentito. Inoltre, Clara, sempre nel sogno, dà un ultimo addio a Danny. Una volta svegli, il Dottore chiede quindi a Clara di tornare a viaggiare con lui e la ragazza accetta felicemente.

### Nona stagione

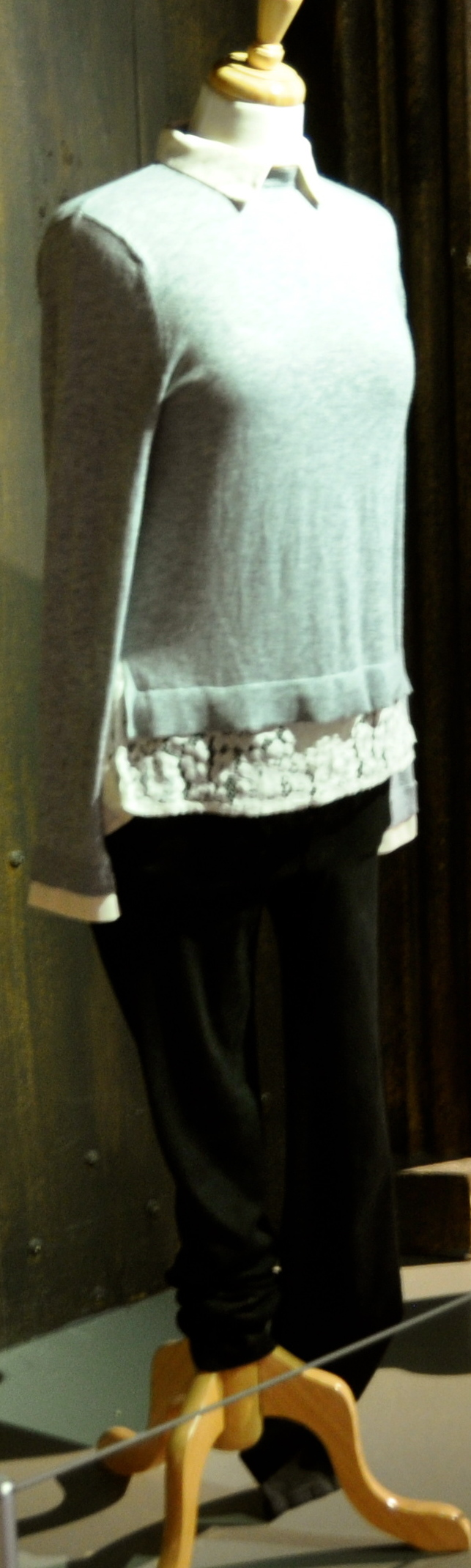
Gli abiti indossati da Clara al momento della sua scomparsa nell'episodio Affrontare il corvo

Clara scopre che Missy è ancora viva, ma le due donne devono mettere da parte i loro dissapori per salvare il Dottore dai Dalek, anche se Missy essendo fedele come sempre alla sua natura malvagia, tradisce Clara, benché lei e il Dottore riescono ancora una volta a salvarsi.
Diventata una compagna di viaggio esperta e matura, Clara mostra una sempre maggiore confidenza nell'affrontare razze aliene e altri pericoli, ma il Dottore è spesso preoccupato dall'atteggiamento spericolato e imprudente della ragazza. Il suo comportamento spericolato ha la peggio in Affrontare il corvo, quando tenta d'imbrogliare Ashildr (chiamata anche Io), avversaria del Dottore, prendendo su di sé una sentenza di morte che verrà eseguita da un'ombra e scoprendo solo in seguito che la sentenza non è revocabile. Clara saluta il Dottore chiedendogli di non dare sfogo ai suoi comportamenti più oscuri come reazione alla sua morte, e si reca con coraggio ad affrontare il proprio destino.
Fa il proprio ritorno due episodi più tardi, quando il Dottore - preso il potere su Gallifrey - ordina di usare la Camera d'Estrazione per "prelevare" Clara dalla fine della sua rispettiva linea temporale, così da poterle porre domande sull'"Ibrido"; in realtà, non si tratta tuttavia che di un piano del Dottore per costringere i Signori del Tempo a lasciare che Clara viva, salvata dalla propria morte a causa dell'ombra, seppure questo (essendo la morte un punto fisso del tempo) rischierebbe di distruggere il tessuto spazio-temporale; anche per questo Clara e il Dottore fuggono dai Signori del Tempo. Clara è spaventata dal cambiamento del Dottore dovuto sia alla sua stessa morte che all'attesa di miliardi di anni nel Confessionario in Mandato dal cielo, ma questo non ferma il Dodicesimo dal rubare un nuovo TARDIS e portarla con esso alla fine del tempo, dove i Signori del Tempo non dovrebbero essere in grado di raggiungerli e dove un'Ashildr con ormai miliardi e miliardi di anni sulle spalle li attende. Io porta il Dottore a comprendere che l'"Ibrido" potrebbe essere rappresentato dallo stesso duo rappresentato da lui e Clara insieme: non a caso, per riportarla indietro il Dottore ha quasi fratturato il tempo stesso.

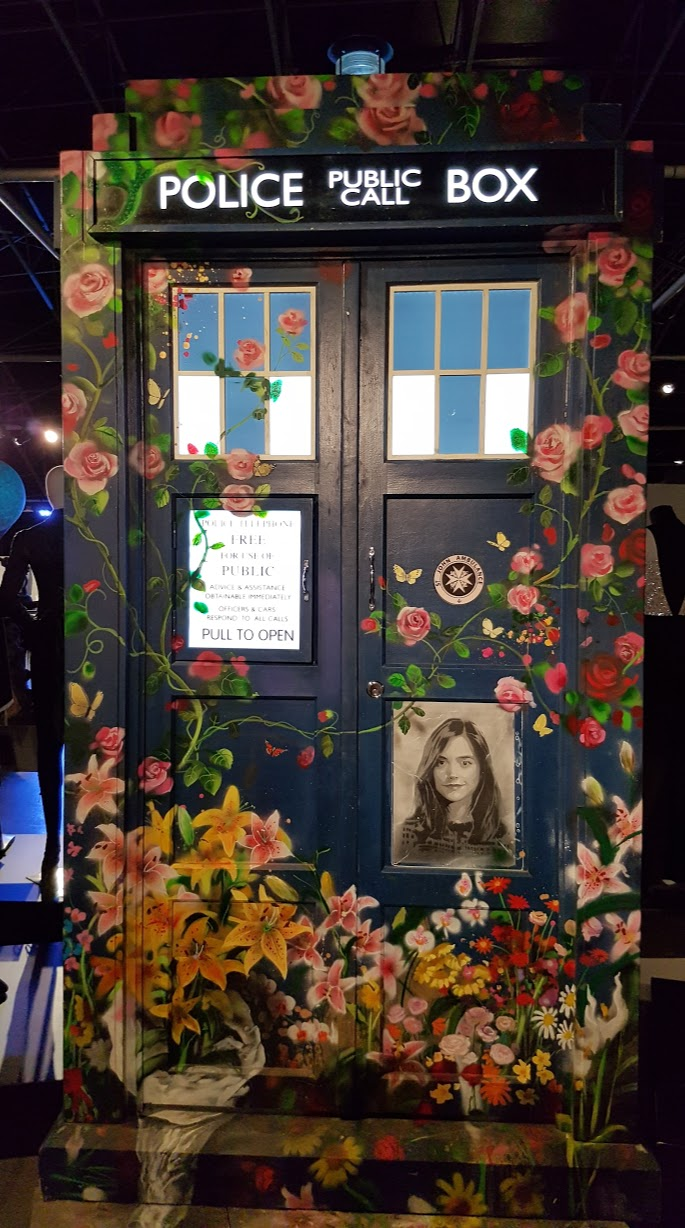
Il TARDIS dipinto in memoria di Clara

Anche per via di ciò, il Dodicesimo compie la scelta di offrire a Clara la possibilità di cancellare i ricordi di uno a caso fra loro: inaspettatamente, sarà proprio il Dottore. Dopo un ultimo incontro in un diner americano (quello visto ne L'astronauta impossibile con Amy e Rory), Clara si rende conto di essere stata per davvero del tutto dimenticata (benché il Dottore le dica che ricorda il nome di Clara e quello che hanno vissuto insieme, solo non ricorda il suo volto) e spalanca una porta del locale, che si rivela essere il TARDIS precedentemente rubato dal Dottore (con il Circuito Camaleonte rotto, proprio come il TARDIS storico, e quindi costretto a restare per sempre nell'aspetto di diner americano): all'interno, alla console di comando, Ashildr sta aspettando. Clara spiega che sa di dover morire, ma sa anche che essendo stata estratta dalla propria linea temporale è immortale come Io; di conseguenza, prima che il tempo possa fratturarsi a causa della sua mancata morte, passeranno almeno miliardi di anni. Così decide che tornerà su Gallifrey per farsi rimandare al momento della propria morte, ma che - seguendo una frase pronunciata sia dall'Undicesimo Dottore che, appena un episodio prima, dal Dodicesimo - "prenderà la strada lunga", esplorando prima per tutto il tempo che vorrà l'universo insieme ad Ashildr.
Nello speciale natalizio del 2017, poco prima che il Dottore si rigeneri, l'entità conosciuta come la "Testimonianza" gli fa vedere Clara per l'ultima volta, e lui la riconosce avendo recuperato i suoi ricordi sull'amica.

## Le eco di Clara
Dopo essere entrata nella linea temporale del Dottore, Clara si è frammentata in tante eco diverse sparse in tutta la vita di questo, sempre aiutandolo anche al costo del sacrificio sebbene il più delle volte egli non si sia accorto di lei. Tutte le eco hanno sempre qualcosa in comune con la vera Clara, ad esempio la prima, Oswin Oswald, era un genio dell'informatica, capacità che ha avuto pure la vera Clara (temporaneamente) dalla Grande Intelligenza nell'episodio Le campane di St. John, mentre la seconda eco Clara, Clara Oswin Oswald, era una governante, come quella originale. Inoltre il nome Oswin è il nickname che la vera Clara usa per connettersi in Internet, oltre a ciò tutte hanno la passione di cucinare il soufflé.

### Nel manicomio dei Dalek
Clara fa la sua prima comparsa nella serie televisiva all'inizio della settima stagione, nell'episodio Il manicomio dei Dalek, nel quale veste i panni di uno dei membri della nave spaziale Alaska (Oswin Oswald), schiantatasi sulla superficie di questo pianeta. L’aria su quest’ultimo era “nociva”: se si respirava in poco tempo si diventava Dalek. Il Dottore, Amy e Rory, infatti, utilizzano un braccialetto che evita questa trasformazione, anche se ad Amy viene strappato da un Dalek e il Dottore le dà il suo. Il Dottore nel tentativo di salvare Clara, unica superstite dell'intero equipaggio, scopre che la ragazza è stata mutata in Dalek dai Dalek stessi, vista la grande intelligenza di cui questa disponeva. Così, dopo avere perso il controllo, tenta di uccidere il Dottore ma, riacquistata coscienza di sé e rassegnatasi al proprio fato, la giovane aiuta il Dottore a concludere la sua missione, sacrificandosi per lui.

### Nella Londra vittoriana
Clara compare nuovamente nello speciale natalizio I pupazzi di neve, sotto il nome di Clara Oswin Oswald. In questa vita lavora presso la casa del capitano Lattimer sotto il falso nome di Miss Montague, e svolgendo, talvolta, anche il lavoro di locandiera. Proprio durante una di queste occasioni ha luogo il suo incontro con l'Undicesimo Dottore, rimanendone incuriosita. La Grande Intelligenza ne causa la morte.

### Gallifrey
Una delle eco della ragazza vive in contemporanea al Primo Dottore e ciò è dimostrato dalla scena che lo immortala nel rubare la propria nave con Susan: mentre è in procinto di fare la scelta sbagliata, viene indirizzato dalla ragazza su un altro TARDIS un po' difettoso ma che, a suo dire, gli procurerà molto più divertimento.
Altre eco di Clara apparse nell'episodio Il nome del Dottore appaiono sullo sfondo di avventure dei precedenti Dottori quali The Five Doctors, The Invasion of Time, Arc of Infinity, Dragonfire e durante i fatti di Le ombre assassine e Frammenti di memoria.

## Casting e sviluppo del personaggio

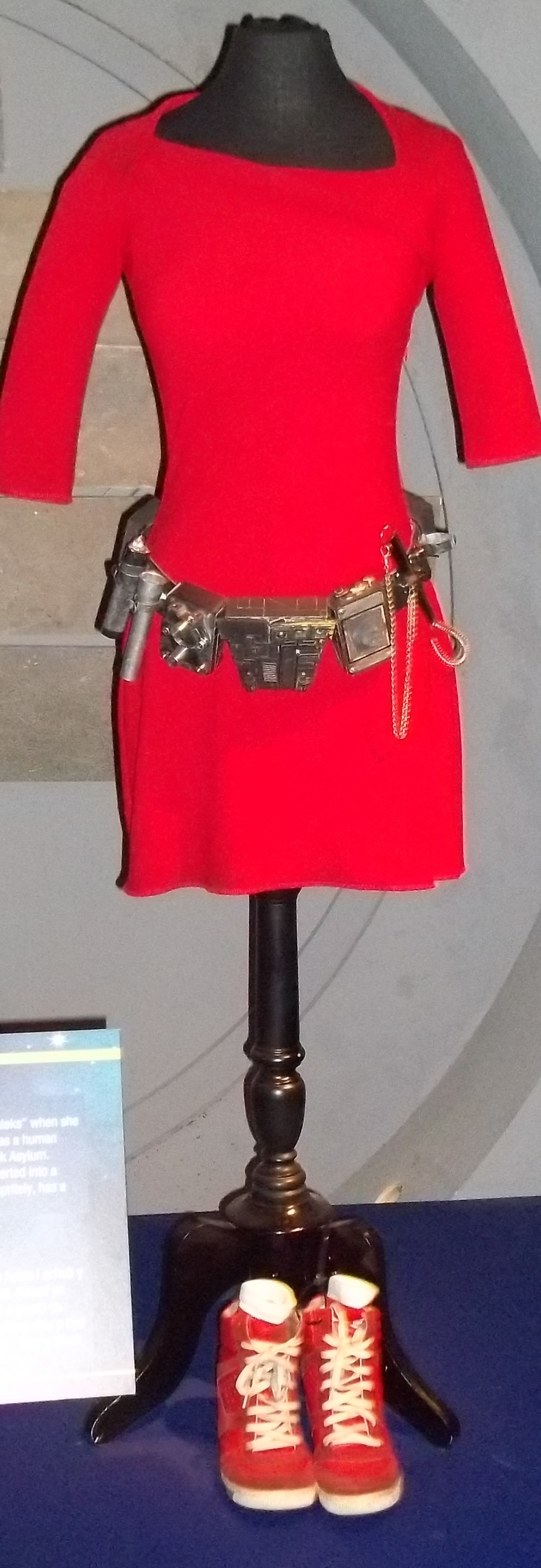
Gli abiti indossati da Oswin ne Il manicomio dei Dalek

Il 21 marzo 2012, fu diffusa la notizia che Jenna Coleman avrebbe sostituito Karen Gillan ed Arthur Darvill come prossima compagna di viaggio del Dottore. Coleman aveva fatto un provino in segreto, per un film fittizio intitolato Men on Waves, un anagramma per "Woman Seven" ("Donna 7"). Il produttore esecutivo e sceneggiatore Steven Moffat la scelse per il ruolo perché lei aveva già lavorato insieme a Matt Smith ed aveva una parlantina molto sciolta. Jenna non aveva mai visto Doctor Who prima della sua audizione per la parte, si guardò allora una puntata della serie, L'undicesima ora (2010) e si "innamorò completamente del programma". Tuttavia, studiò soltanto i primi cinque episodi della settima serie – gli ultimi con Gillan e Darvill – perché non voleva conoscere troppo della loro relazione con il Dottore, volendo che la propria recitazione fosse "spontanea". Moffat dichiarò che il personaggio di Clara è diverso rispetto ai precedenti compagni del Dottore, anche se non volle rivelare troppi dettagli su di esso prima che debuttasse nello speciale natalizio di quell'anno. Ne Il manicomio dei Dalek (2012), Jenna Coleman apparve nel personaggio di Oswin Oswald. Inizialmente, Coleman avrebbe dovuto debuttare nella serie con il ruolo di una governante vittoriana di nome Jasmine, e solo alla seconda audizione le furono affidati i personaggi di Oswin e Clara. In un primo momento, la ragazza pensò che i produttori stessero cercando il personaggio giusto per lei, ma in seguito realizzò che il tutto faceva parte del "piano misterioso" di Moffat.
La produttrice esecutiva Caroline Skinner disse che l'introduzione del personaggio di Clara permetteva alla serie di tornare a un formato più "classico". Smith disse che Clara era differente dal personaggio di Amy Pond (Gillan), cosa che avrebbe permesso al pubblico di vedere un altro lato del Dottore. Clara doveva "risvegliare la curiosità del Dottore nei confronti dell'universo e dargli nuovo entusiasmo". A proposito del rapporto tra Clara e il Dottore, Coleman disse: "È stato interessante come è cambiato il Dottore di Matt. C'è una tensione naturale tra di loro, un flirt e un'attrazione. Ma, comunque, hanno sempre avuto questo attrito perché sono un po' magnetici e attratti l'un l'altro, ma lei non riesce a capirlo. Ha un sacco di segreti e lui la guarda sempre, cercando di capirla". Le dinamiche di coppia tra Katharine Hepburn e Spencer Tracy sono state una delle influenze alle quali si ispirarono gli sceneggiatori per il rapporto tra Clara e il Dottore. In aggiunta, Coleman rivelò che Clara e il TARDIS hanno una sorta di "relazione", e uno scherzo ricorrente vuole che al TARDIS Clara non piaccia o che si prenda gioco di lei.
Molti fan della serie e critici hanno fatto notare delle somiglianze tra il personaggio di Clara e la Rose Tyler interpretata da Billie Piper. Clara aiuta il Dottore a riprendersi dopo un brutto periodo della sua vita, proprio come Rose; entrambi i personaggi perdono un parente; tutte e due hanno una relazione molto stretta con il Dottore, che sfiora la tensione erotica, e che risale alla loro infanzia.
Poiché era stato ampiamente annunciato che Jenna Coleman avrebbe lasciato la serie alla fine del 2014. Moffat confermò in numerose interviste dell'epoca di aver riscritto l'uscita di scena di Clara il personaggio due volte — una per la fine dell'ottava stagione, e poi ancora per lo speciale natalizio del 2014 — ma alla fine convinse Coleman a restare ancora per un'altra stagione.
Il 18 settembre 2015, Coleman annunciò ufficialmente a BBC Radio 1 che avrebbe abbandonato la serie al termine della nona stagione.

## Accoglienza

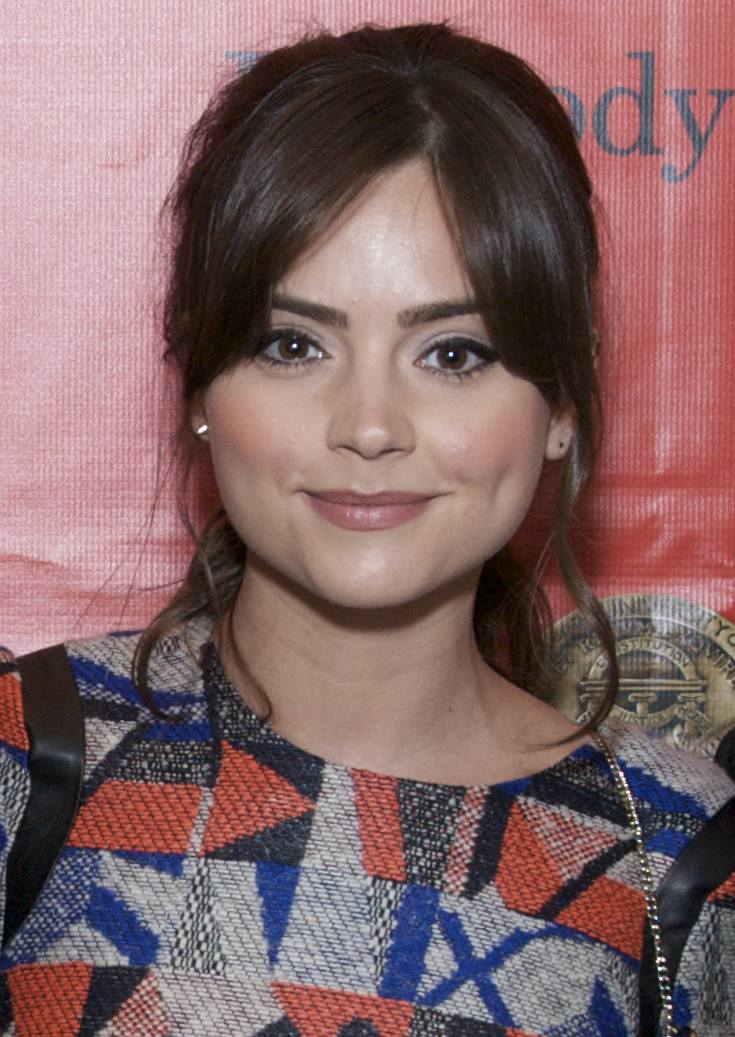
Jenna Coleman interpreta Clara.

Nick Setchfield della rivista SFX lodò il sorprendente debutto di Coleman come Oswin ne Il manicomio dei Dalek. Egli scrisse: "Coleman porta brio e un pizzico di pepe alla serie, e mentre inizialmente sembra un ben noto archetipo alla Moffat, tutta battutine sul mento del Dottore e sulla sperimentazione sessuale... c'è anche una vulnerabilità più profonda nel suo personaggio, che rende il suo destino finale in questo episodio sinceramente emozionante". Michael Hogan, scrivendo per The Daily Telegraph, giudicò anche lui promettente il debutto di Coleman e la descrisse "incantevole come un elfo; - un po' come una versione bruna, formosetta, e meno fastidiosa di Fearne Cotton".
La reintroduzione del personaggio come Clara nello speciale I pupazzi di neve fu generalmente ben accolta dalla critica. Dan Martin del The Guardian scrisse: "Il colpo da maestro dietro l'introduzione a sorpresa di Jenna-Louise Coleman è che ci ha fatto desiderare di saperne di più prima che Karen Gillan se ne fosse andata. La sfacciata e sicura di sé Clara ha conquistato un posto nei nostri cuori fin da subito". Setchfield la definì "coraggiosa, intelligente e sfacciata, e in possesso di una chimica molto promettente con Matt Smith". Matt Risley di IGN sentì come Clara "avesse battuto il suo debutto già esplosivo con un nuovo personaggio già completamente formato ed assolutamente imprevedibile". Risley elogiò il mistero che la circonda e la sua indipendenza, commentando che sembra essere l'antitesi di Amy Pond. Il recensore di Radio Times Patrick Mulkern ammise di aver inizialmente trovato "un po' irritante la perfezione di Oswin", ma di essere rimasto completamente conquistato in seguito dall'esuberanza di Clara. Di parere contrario Neela Debanth di The Independent, la quale scrisse di preferire la versione di Oswin, descrivendola come "molto più divertente e civettuola".
Dopo The Bells of Saint John, Morgan Jeffery di Digital Spy scrisse che la nuova Clara era "più con i piedi per terra e molto più semplice da capire per lo spettatore rispetto alle sue due precedenti incarnazioni, entrambe le quali avrebbero potuto essere più difficili da sostenere come compagne del Dottore". Mulkern disse di tenere in poco conto l'alone di mistero intorno al personaggio, ma di trovare piacevole l'interpretazione di Coleman che rende Clara "una compagna moderna e semplice". Setchfield descrisse Clara "altrettanto scintillante e vincente, ma più giovane e forse un po' più vulnerabile delle sue precedenti incarnazioni". Debnath la descrisse una "versione più soft" di Oswin, augurandosi che "il personaggio venisse preso di mira, sfidando di più il Dottore e provocandolo come faceva Oswin". Tuttavia, Jon Cooper del Daily Mirror espresse qualche dubbio circa Clara, nonostante il successo di Coleman, pensando che in definitiva il personaggio potesse risultare troppo simile ad Amy. Mike Higgins del The Independent scrisse che Coleman era "un passo avanti" rispetto a Gillan.
In controtendenza, Dave Golder di SFX scrisse che Clara era, in una certa misura, "un po' troppo un personaggio dei cartoni animati" e che Moffat l'aveva descritta meglio ne Il nome del Dottore rispetto a qualcuno dei precedenti sceneggiatori.